# Prvenstvo Jugoslavije u nogometu 1924.
Sezona Državnog prvenstva 1924. bila je druga sezona nacionalnog nogometnog natjecanja u Kraljevini SHS. Nije organizirano kao tradicionalna liga, već kao kup. Pobijedila je momčad beogradske Jugoslavije, a najviše je pogodaka postigao Antun Bonačić iz splitskog Hajduka koji je postigao pet pogodaka. Branitelj naslova Građanski je ispao u četvrtzavršnici u majstorici sa splitskim Hajdukom, a doprvak SAŠK je ispao u poluzavršnici, također od splitskog Hajduka.

## Sudionici
Pravo sudjelovanja izborili su:
| Prvenstvo podsaveza | Prvak                                          |
| ------------------- | ---------------------------------------------- |
| Zagreb 1923./24.    | 1. hrvatski građanski športski klub iz Zagreba |
| Beograd 1923./24.   | SK Jugoslavija iz Beograda                     |
| Subotica 1923./24.  | Somborski SK iz Sombora                        |
| Sarajevo 1923./24.  | SAŠK iz Sarajeva                               |
| Osijek 1923./24.    | JŠK Slavija iz Osijeka                         |
| Ljubljana 1923./24. | SK Ilirija iz Ljubljane                        |
| Split 1923./24.     | JŠK Hajduk iz Splita                           |

Završni dio prvenstva igrao se po istim pravilima kao i prethodno izdanje, samo što je broj klubova sudionika povećan jer je 1924. godine osnovan Osječki nogometni podsavez.

## Natjecanje
| Gdje      | Prva momčad                                      |                 | Druga momčad    |                      |
|           | Četvrtzavršnica                                  | Četvrtzavršnica | Četvrtzavršnica | 7. 9. 1924.          |
| --------- | ------------------------------------------------ | --------------- | --------------- | -------------------- |
| Ljubljana | Ilirija                                          | –               | SAŠK            | 1:3                  |
| Beograd   | Jugoslavija                                      | –               | Slavija         | 5:2                  |
| Split     | Hajduk                                           | –               | Građanski       | 4:4 (prod.) 5:0 Pon. |
|           | Somborski SK (ždrijebom izravno u poluzavršnici) |                 |                 |                      |
|           | Poluzavršnica                                    | Poluzavršnica   | Poluzavršnica   | 21. 9. 1924.         |
| Subotica  | Somborski SK                                     | –               | Jugoslavija     | 1:5                  |
| Sarajevo  | SAŠK                                             | –               | Hajduk          | 1:6                  |
|           | Završnica                                        | Završnica       | Završnica       | 12. 10. 1924.        |
| Zagreb    | Jugoslavija                                      | –               | Hajduk          | 2:1                  |

### Četvrtzavršnica
| 7. rujna 1924.                                           |             |                              |                                                                                   |
| Jugoslavija Beograd                                      | 5:2         | Slavija Osijek               | Stadion SK Jugoslavija, Beograd Broj gledatelja: 5000 Sudac: Oskar Willer, Zagreb |
| Luburić 2' (pen) D. Petković 5' 32' 47' D. Jovanović 35' | (izvještaj) | 81' Andučić 85' (pen) Pintar | Stadion SK Jugoslavija, Beograd Broj gledatelja: 5000 Sudac: Oskar Willer, Zagreb |

| 7. rujna 1924.    |             |                                          |                                                                                           |
| Ilirija Ljubljana | 1:3         | SAŠK Sarajevo                            | Igralište ob Celovški cesti, Ljubljana Broj gledatelja: 1300 Sudac: Ernest Fabris, Zagreb |
| Vidmajer 20'      | (izvještaj) | 23' (pen) Plaček 73' Novotný 89' F. Götz | Igralište ob Celovški cesti, Ljubljana Broj gledatelja: 1300 Sudac: Ernest Fabris, Zagreb |

| 7. rujna 1924.                          |             |                                         |                                                                                 |
| Hajduk Split                            | 4:4 (prod.) | Građanski Zagreb                        | Hajdukovo igralište, Split Broj gledatelja: 2500 Sudac: Andrija Mažić, Subotica |
| M. Bonačić 8' 64' Radić 72' Benčić 102' | (izvještaj) | 12' 96' Pasinek 70' V. Götz 88' Mantler | Hajdukovo igralište, Split Broj gledatelja: 2500 Sudac: Andrija Mažić, Subotica |

Istog dana krenuli su produžeci, ali su prekinuti nakon 5. minute zbog mraka. Nastavak produžetka igrao se sutradan u 15 sati, a nakon drugih 25 minuta rezultat je bio 1:1 (strijelci Benčić u 12. minuti za Hajduk i Pasinek u 6. minuti za Građanski). Odlučeno je da se igra nova utakmica isti dan, samo u terminu od pola sata nakon produžetka, a Građanski je napravio izmjenu i umjesto Perške u napadu je zaigrao Polić.
| 8. rujna 1924.                                                            |             |                  |                                                                                 |
| Hajduk Split                                                              | 5:0         | Građanski Zagreb | Hajdukovo igralište, Split Broj gledatelja: 1500 Sudac: Andrija Mažić, Subotica |
| Benčić 10' Š. Poduje 27' A. Bonačić 38' Borovčić Kurir 70' M. Bonačić 74' | (izvještaj) |                  | Hajdukovo igralište, Split Broj gledatelja: 1500 Sudac: Andrija Mažić, Subotica |

### Poluzavršnica
| 21. rujna 1924. |             |                                                           |                                                                             |
| Somborski SK    | 1:5         | Jugoslavija Beograd                                       | Igralište Bačke, Subotica Broj gledatelja: 2000 Sudac: Janko Justin, Zagreb |
| Mayer 37'       | (izvještaj) | 2' 40' 60' (pen) D. Jovanović 24' Luburić 53' D. Petković | Igralište Bačke, Subotica Broj gledatelja: 2000 Sudac: Janko Justin, Zagreb |

| 21. rujna 1924. |             |                                                             |                                                                                          |
| SAŠK Sarajevo   | 1:6         | Hajduk Split                                                | Igralište na Kovačićima, Sarajevo Broj gledatelja: 3000 Sudac: Viktor Vodišek, Ljubljana |
| F. Götz 44'     | (izvještaj) | 20' 38' 71' A. Bonačić 17' Radić 50' Kesić 85' (pen) Benčić | Igralište na Kovačićima, Sarajevo Broj gledatelja: 3000 Sudac: Viktor Vodišek, Ljubljana |

### Završnica
| 12. listopada 1924.      |             |                |                                                                             |
| Jugoslavija              | 2:1         | Hajduk Split   | Stadion Maksimir, Zagreb Broj gledatelja: 6000 Sudac: Ernest Fabris, Zagreb |
| D. Đurić 28' Luburić 87' | (izvještaj) | 66' A. Bonačić | Stadion Maksimir, Zagreb Broj gledatelja: 6000 Sudac: Ernest Fabris, Zagreb |

## Prvaci
SK Jugoslavija (trener: Karel Blaha)
Dragutin Nemeš
Milutin Ivković
Branko Petrović
Mihailo Načević
Alojz Mahek
Sveta Marković
Damjan Đurić
Dragan Jovanović
Stevan Luburić
Dušan Petković
Branislav Sekulić
Vladeta Đurić
Petar Joksimović

## Statistika

### Ljestvica strijelaca
| Pl. | Ime              | Klub                  | Broj pogodaka |
| --- | ---------------- | --------------------- | ------------- |
| 1.  | Antun Bonačić    | Hajduk (Split)        | 5             |
| 2.  | Dragan Jovanović | Jugoslavija (Beograd) | 4             |
| 2.  | Dušan Petković   | Jugoslavija (Beograd) | 4             |
| 4.  | Stevan Luburić   | Jugoslavija (Beograd) | 3             |
| 4.  | Mirko Bonačić    | Hajduk (Split)        | 3             |
| 4.  | Ljubomir Benčić  | Hajduk (Split)        | 3             |

### Klubovi
Pojašnjenje: Ime i prezime igrača (broj nastupa u sezoni/broj golova u sezoni). Igrači su poredani prema poziciji u momčadi od golmana do napadača, a potom i po broju nastupa.
- Jugoslavija (Beograd)

Trener: Karel Bláha (Čehoslovačka)

Károly Nemes 3/0, Milutin Ivković 3/0, Boško Todorić 1/0, Svetislav Marković 3/0, Branko Petrović 2/0, Branislav Sekulić 3/0, Damjan Đurić 3/1, Dušan Petković 3/4, Mihajlo Načević 3/0, Alois Machek 3/0, Stevan Luburić 3/3, Dragan Jovanović 3/4
- Hajduk (Split)

Trener: Luka Kaliterna

Otmar Gazzari 4/0, Janko Rodin 4/0, Petar Dujmović 4/0, Veljko Poduje 4/0, Mihovil Borovčić Kurir 4/1, Mirko Bonačić 4/3, Ljubomir Benčić 4/3, Ante Kesić 4/1, Vinko Radić 4/2, Šime Poduje 4/1, Antun Bonačić 4/5
- SAŠK (Sarajevo)

Trener: Ferdinand Götz (Austrija)

Josip Dvoržak 2/0, Nedžad Sulejmanpašić 2/0, Josip Plaček 2/1, Vilim Zelebor 2/0, Dušan Gavrilović 2/0, Dragutin Sieber 2/0, Ivan Novotný 2/1, Anton Felver 2/0, Pero Montl 2/0, Ferdinand Götz 2/2, Otto Magerle 2/0
- Somborsko SK (Sombor)

Trener: Ivan Veinber

Ivan Bogišić 1/0, Andrija Rack 1/0, Josip Šuljok 1/0, Karlo Krist 1/0, Ljudevit Ostrogonac 1/0, Ljudevit Lukić 1/0, Josif Mary 1/0, Ivan Car 1/0, Béla Mayer 1/1, Béla Kaić 1/0, Ivan Šuljok 1/0
- Građanski (Zagreb)

Trener: Arthur Gaskell (Engleska)

Vilim Vokaun 2/0, Josip Polić 1/0, Viktor Götz 2/1, Gustav Remec 2/0, Rudolf Rupec 2/0, Dragutin Vragović 2/0, Rudolf Hitrec 2/0, Zlatko Kersting 2/0, Dragutin Babić 2/0, Franz Mantler 2/1, Stjepan Pasinek 2/2, Emil Perška 1/0
- Ilirija (Ljubljana)

Trener: Rihard Negovetič

Matej Miklavčič 1/0, Hugo Beltram 1/0, Jože Pogačar 1/0, Stanko Tavčar 1/0, Gabrijel Zupančič 1/0, Ladislav Zupančič 1/0, Franc Učak 1/0, Mirko Pevalek 1/0, Ivan Zupančič 1/0, Ljubo Vidmajer 1/1, Oto Oman 1/0
- Slavija (Osijek)

Trener: Mirko Trbojević

Dragutin Grünbaum 1/0, Antun Pintar 1/1, Josip Stradiot 1/0, Ivan Petelin 1/0, Branko Rožić 1/0, János Balint 1/0, Ljubomir Urban 1/0, Dragutin Rabel 1/0, Mirko Habdija 1/0, Adolf Jelačić 1/0, Branko Andučić 1/1

## Vanjske poveznice
- RSSSF: Yugoslavia List of Topscorers
- RSSSF: Yugoslavia List of Final Tables
- RSSSF: sezona 1923./24.
- exyufudbal: Državno prvenstvo 1924.
- exyufudbal: Podsavezna prvenstva: 1923./24.
- fsgzrenjanin: SISTEM TAKMIČENJA U KRALJEVINI SHS
- claudionicoletti: KINGDOM OF SLOVENES, CROATES AND SERBS 1920-1925